# مير وجيلينيو (أين)
مير وجيلينيو (بالفرنسية: Murs-et-Gélignieux’) هي بلدية فرنسية تقع في إقليم الأين في فرنسا. رمز إنسي لها هو:1268. أما الرمز البريدي لها فهو: 1300.